# Бил Тилдън
Уилям „Бил“ Тилдън (на английски: William Tatem Tilden II) е бивш американски тенисист. 

## Биография
Роден е във Филаделфия, Пенсилвания в богато семейство. Остава сирак на 19-годишна възраст и преживява тежко загубата на баща си, а впоследствие и на брат си. Прекарва живота си в самота, като намира утеха единствено в тениса. В ранните години на Тилдън играта му не е убедителна, но срамежливият, самовглъбен, понякога арогантен младеж напуска Университета в Пенсилвания и започва да се упражнява да играе на стена. Превръща се в предан последовател на играта и след три години упорит труд усъвършенства бекхенда си и започва да се изкачва в ранглистата.
В последните си години Тилдън участва в турнири за ветерани. Умира през 1953 г. от сърдечен удар на път за турнира „U.S. Pro Tennis Championships“.

## Кариера
Бил Тилдън в продължение на 7 години е №1 в световната ранглиста. Той е трикратен победител на сингъл от Уимбълдън и седемкратен победител от Откритото първенство на САЩ.
През 1959 г. е включен в Международната тенис зала на славата.

## Кариерна статистика

### Победи в турнири от Големия шлем (10)
| Година | Турнир                    | Съперник         | Резултат                           |
| 1920   | Уимбълдън                 | Джералд Патерсън | 6 – 2; 6 – 3; 6 – 4                |
| 1920   | Открито първенство на САЩ | Бил Джонстън     | 6 – 1; 1 – 6; 7 – 5; 5 – 7; 6 – 3  |
| 1921   | Уимбълдън                 | Бил Нортън       | 4 – 6; 2 – 6; 6 – 1; 6 – 0; 7 – 5  |
| 1921   | Открито първенство на САЩ | Бил Джонстън     | 6 – 1; 6 – 3; 6 – 1                |
| 1922   | Открито първенство на САЩ | Бил Джонстън     | 4 – 6; 3 – 6; 6 – 2; 6 – 3; 6 – 4  |
| 1923   | Открито първенство на САЩ | Бил Джонстън     | 6 – 4; 6 – 1; 6 – 4                |
| 1924   | Открито първенство на САЩ | Бил Джонстън     | 6 – 1; 9 – 7; 6 – 2                |
| 1925   | Открито първенство на САЩ | Бил Джонстън     | 4 – 6; 11 – 9; 6 – 3; 4 – 6; 6 – 3 |
| 1929   | Открито първенство на САЩ | Франсис Хънтър   | 3 – 6; 6 – 3; 4 – 6; 6 – 2; 6 – 4  |
| 1930   | Уимбълдън                 | Уилмър Алисън    | 6 – 3; 9 – 7; 6 – 4                |

### Загубени финали в турнири от Големия шлем (5)
| Година | Турнир                    | Съперник     | Резултат                           |
| 1918   | Открито първенство на САЩ | Робърт Мъри  | 6 – 3; 6 – 1; 7 – 5                |
| 1919   | Открито първенство на САЩ | Бил Джонстън | 6 – 4; 6 – 4; 6 – 3                |
| 1927   | Ролан Гарос               | Рене Лакост  | 6 – 4; 4 – 6; 5 – 7; 6 – 3; 11 – 9 |
| 1927   | Открито първенство на САЩ | Рене Лакост  | 11 – 9; 6 – 3; 11 – 9              |
| 1930   | Ролан Гарос               | Анри Коше    | 3 – 6; 8 – 6; 6 – 3; 6 – 1         |

### Титли на двойки в турнири от Големия шлем (6)
| Година | Турнир                    | Партньор        | Съперници                          | Резултат                          |
| 1918   | Открито първенство на САЩ | Винсънт Ричардс | Фред Александър Билс Райт          | 6 – 3; 6 – 4; 3 – 6; 2 – 6; 6 – 2 |
| 1921   | Открито първенство на САЩ | Винсънт Ричардс | Ричард Уилямс Уотсън Уошбърн       | 13 – 11; 12 – 10; 6 – 1           |
| 1922   | Открито първенство на САЩ | Винсънт Ричардс | Джералд Патерсън Пат О`Хара Ууд    | 4 – 6; 6 – 1; 6 – 3; 6 – 4        |
| 1923   | Открито първенство на САЩ | Браян Нортън    | Ричард Норис Уилямс Уотсън Уошбърн | 3 – 6; 6 – 2; 6 – 3; 5 – 7; 6 – 2 |
| 1927   | Уимбълдън                 | Франк Хънтър    | Жак Брюньон Анри Коше              | 1 – 6; 4 – 6; 8 – 6; 6 – 3; 6 – 4 |
| 1927   | Открито първенство на САЩ | Франк Хънтър    | Бил Джонстън Ричард Норис Уилямс   | 10 – 8; 6 – 3; 6 – 3              |

### Загубени финали на двойки в турнири от Големия шлем (2)
| Година | Турнир                    | Партньор        | Съперници                           | Резултат                          |
| 1919   | Открито първенство на САЩ | Винсънт Ричардс | Норман Брукс Джералд Патерсън       | 6 – 8; 3 – 6; 6 – 4; 6 – 4; 2 – 6 |
| 1926   | Открито първенство на САЩ | Алфред Чапин    | Ричард Норис Уилямс Винсънт Ричардс | 4 – 6; 8 – 6; 9 – 11; 3 – 6       |